# Шварцев, Степан Львович
Степан Львович Шварцев (14 сентября 1936 - 27 июня 2018) — учёный-геолог, гидрогеолог, лауреат премии имени Ф. П. Саваренского (2007).

## Биография
Родился 14 сентября 1936 года в деревне Вига Каунасского района Литовской Республики.
В 1960 году — с отличием окончил Томский политехнический институт.
С 1960 по 1964 годы — инженер Обь-Иртышской экспедиции.
В 1964 году — защитил кандидатскую диссертацию, тема: «Формирование химического состава подземных вод в районах сульфидных месторождений в условиях развития многолетнемёрзлых пород».
В 1979 году — защитил докторскую диссертацию, тема: «Формирование химического состава подземных вод зоны гипергенеза».
С 1964 по 1990 годы — доцент, заведующий кафедрой гидрогеологии и инженерной геологии, декан геологоразведочного факультета ТПУ.
С 1981 года — научный руководитель проблемной гидрогеохимической лаборатории.
В 1994 году возглавил Томское отделение Объединенного института геологии, геофизики и минералогии СО РАН, в котором работал с 1991 года.
Начиная с 1997 года — директор Томского филиала Института геологии нефти и газа СО РАН.
Инициатор создания в 2001 году в ТПУ новой кафедры водных ресурсов и гидрогеоэкологии, которой руководил вплоть до 2013 года.
Руководитель Сибирской гидрогеохимической школы.
Член-корреспондент (1997), позже — действительный член РАЕН (2000), действительный член Международной академии минеральных ресурсов (1996).
Степан Львович Шварцев умер 27 июня 2018 года в Томске.

## Научная деятельность
Геохимия пресных и соленых вод и рассолов, геологическая роль воды, геохимия криогенных процессов, нефтегазовая гидрогеология, экологическая геохимия, геологическая эволюция и самоорганизация системы «вода — порода» (новое научное направление, созданное и развитое автором).
Автор и соавтор 566 работ, в том числе 20 монографий и двух учебников.
Член Международной ассоциации гидрогеологов и рабочей группы «Вода — порода» Международной ассоциации геохимии и космохимии, Международной академии экологической гидрологии, Международного географического союза.
Под его руководством защищено 50 кандидатских и 10 докторских диссертаций.

## Награды
- Орден «Знак Почёта» (1986)
- Орден Дружбы (2012)[2]
- Государственная премия СССР в области науки и техники (в составе группы, за 1986 год) — за монографию «Основы гидрогеологии» в 6 томах (1980—1984)
- Заслуженный деятель науки Российской Федерации (2002)
- Премия имени Ф. П. Саваренского (2007) — За монографию «Гидрогеохимия зоны гипергенеза», монографиию "Геологическая эволюция и саморганизация системы «порода-вода» (том 1 «Система вода-порода в земной коре: взаимодействие, равновесие и моделирование») и 15 статей
- Заслуженный деятель науки Российской Федерации (1996)
- Заслуженный геолог Российской Федерации (1996)
- Золотая и бронзовая медали ВДНХ
- Почётный знак «За отличные успехи в области высшего образования СССР» (1984)
- Знак «Шахтерская слава» 1 степени (1986)
- Медаль «Ветеран труда»
- Знак «Ударник XI пятилетки» (1986)
- Почетная Ленинская грамота Президиума Верховного Совета СССР (1987)
- победитель социалистического соревнования (1978 и 1979 годы)
- именной стипендиат нефтяной компании ЮКОС (2000)